# Plaza Rosas
La Plaza Rosas se encuentra ubicada en la ciudad de La Plata, Provincia de Buenos Aires, República Argentina. Está en el cruce de las avenidas 13 y 60.
Originalmente su nombre era el de "Plaza Máximo Paz", en homenaje a quien fuera gobernador de la provincia de Buenos Aires durante el período 1887-1890. El nombre se cambia en 2001, cuando por medio de la ordenanza municipal 9376 Archivado el 19 de febrero de 2014 en Wayback Machine. se le asigna el nombre "Plaza Juan Manuel de Rosas".
En su centro se encuentra el monumento al Tambor de Tacuarí. Esta escultura data de 1913, cuando el Consejo General de Educación bonaerense decidió emplazar un monumento en su memoria, encargándose dicha obra al escultor Félix Pardo de Tavera. Se trata de una figura de cuerpo entero con pedestal clásico. Representa al Tambor de Tacuarí en plena carrera con mochila de campaña y doblando su tambor. La composición es dinámica, registrando la precipitación de la acción. Es de carácter realista, pero de modelado suelto, característico de la escultura romántica francesa. Tiene buena elaboración anatómica y de detalle. Y tanto en el planteo como en el tratamiento es una obra expresiva y bien resuelta. Está construido, probablemente, en hierro fundido, presentando sulfataciones y pérdida de pátina.

## Enlaces relacionados
- Plazas de La Plata
- La Plata